# Valderrueda
Valderrueda è un comune spagnolo di 1 174 abitanti situato nella comunità autonoma di Castiglia e León.